# Narcyz z Jerozolimy
Narcyz z Jerozolimy (ur. ok. 100 w Grecji, zm. po 213) – trzydziesty biskup Jerozolimy. 

## Życiorys
W 180 r. został biskupem Jerozolimy. W r. 195 wraz z biskupem Teofilem przewodził synodowi w Cezarei Palestyńskiej, który zwołano w celu ustalenia terminu obchodzenia Świąt Wielkanocnych. Kiedy go zniesławiono, schronił się na pustyni. Później powrócił na urząd biskupa Jerozolimy.
Przypisywano mu cudowną zamianę wody w oliwę do lamp, gdy w wigilię Zmartwychwstania okazało się, że tej ostatniej zabrakło. Wspomnienie przypada 29 października.